# فانيا موس
فانيا موس (بالألمانية: Wanja Mues)‏ (و. 1973  م) هو ممثل ألماني، ولد في هامبورغ.

## وصلات خارجية
- فانيا موس على موقع IMDb (الإنجليزية)
- فانيا موس على موقع قاعدة بيانات الأفلام العربية
- فانيا موس على موقع ألو سيني (الفرنسية)
- فانيا موس على موقع ميوزك برينز (الإنجليزية)
- فانيا موس على موقع أول موفي (الإنجليزية)
- فانيا موس على موقع قاعدة بيانات الأفلام السويدية (السويدية)
- فانيا موس على موقع قاعدة بيانات الفيلم (الإنجليزية)
- فانيا موس على موقع كينوبويسك (الروسية)